# Bureja (fiume)
La Bureja (in russo Бурея?) è un fiume dell'Estremo oriente russo, affluente di sinistra dell'Amur. Scorre nel Verchnebureinskij rajon del Territorio di Chabarovsk e nei Burejskij e Archarinskij rajon dell'Oblast' dell'Amur.
Nasce dall'unione dei due bracci sorgentiferi Pravaja Bureja e Levaja Bureja. La sorgente della Pravaja si trova sulle pendici meridionali dei monti Ėzop, quella della Levaja sulle pendici occidentali della cresta Dusse-Alin'. Il fiume scorre con andamento mediamente nordest-sudovest attraverso il bassopiano della Zeja e della Bureja, confluendo dopo 623 km di corso (739 considerando il più lungo dei due bracci sorgentiferi, la Pravaja) nell'Amur. I principali affluenti del fiume sono il Niman e il Tujun da destra, l'Urgal e la Tyrma da sinistra.
La Bureja non bagna importanti centri urbani, visto il basso livello di popolamento delle regioni attraversate: oltre all'insediamento di Bureja che dal fiume prende il nome, altra cittadina di rilievo è Progress. Il bacino del fiume è discretamente ricco di risorse minerarie (carbone, oro). La Bureja è stata sbarrata a scopi idroelettrici presso l'insediamento di Talakan, originando il bacino della Bureja; è inoltre presente un'altra centrale idroelettrica più a valle.
Il fiume, a causa delle dure condizioni climatiche, è gelato mediamente da novembre fino ad aprile-maggio; nei restanti mesi, è navigabile nel medio e basso corso.